# Гельнюв (гміна)
Гміна Ґельнюв (пол. Gmina Gielniów) — місько-сільська гміна у центральній Польщі. Належить до Пшисуського повіту Мазовецького воєводства.
Станом на 31 грудня 2011 у гміні проживало 4724 особи.

## Площа
Згідно з даними за 2007 рік площа гміни становила 79.17 км², у тому числі:
- орні землі: 53.00%
- ліси: 41.00%

Таким чином, площа гміни становить 9.89% площі повіту.

## Населення
Станом на 31 грудня 2011:
| Опис     | Загалом | Загалом | Чоловіки | Чоловіки | Жінки | Жінки |
| -------- | ------- | ------- | -------- | -------- | ----- | ----- |
| одиниця  | осіб    | %       | осіб     | %        | осіб  | %     |
| все      | 4724    | 100     | 2353     | 49.81    | 2371  | 50.19 |
| міське   | 0       | 100     | 0        |          | 0     |       |
| сільське | 4724    | 100     | 2353     | 49.81    | 2371  | 50.19 |

## Сільські округи
1. Антонюв
2. Беліни
3. Бжезінки
4. Дриня-Стужаньска
5. Галкі
6. Гельнюв
7. Гозьдзікув
8. Хута
9. Ястшомб
10. Котфін
11. Мехлін
12. Марисін
13. Розвади
14. Снаркі
15. Солтиси
16. Сточкі
17. Вивуз
18. Зельонка
19. Зигмунтув

## Сусідні гміни
Гміна Гельнюв межує з такими гмінами: Говарчув, Джевиця, Опочно, Пшисуха, Русінув.